# Philhygra fallaciosa
Philhygra fallaciosa är en skalbaggsart som först beskrevs av Sharp 1869.  Philhygra fallaciosa ingår i släktet Philhygra, och familjen kortvingar. Arten är reproducerande i Sverige.